# Campylacantha vegana
Campylacantha vegana är en insektsart som beskrevs av Scudder, S.H. och Cockerell 1902. Campylacantha vegana ingår i släktet Campylacantha och familjen gräshoppor. Inga underarter finns listade i Catalogue of Life.